# Magda Navarrete
Magda Navarrete – polska wokalistka, tancerka, producentka muzyczna, trenerka głosu. Specjalizująca się w muzyce świata w szczególności flamenco, muzyce latynoamerykańskiej i muzyce cygańskiej. Skończyła szkoły flamenco w Madrycie i w Sewilli. Absolwentka wydziału antropologii na Universidad Autonoma de Madrid.
Założycielka Warsaw Vocal Studio i trenerka głosu metodami SLS i IVA. Założycielka i prowadząca European Vocal Camp, czyli międzynarodowego warsztatu dla wokalistów, a także  pierwszego światowego World's Voice Teachers Expo. W 2017 roku odbyła się VII edycja European Vocal Camp.
Współtwórczyni projektów muzycznych i teatralnych: Noches de Boleros, Corazón Flamenco, Iman Project, Sinfonicando z Wiesławem Pieregorólką, Flamenco Namiętnie w reżyserii Krystyny Jandy, Warszawski Lutosławski z Piotrem Steczkiem.
Liderka polsko-czeskiego zespołu Caravana Banda założonego z byłym wokalistą i saksofonistą zespołu Vltava - Tomášem Průša.
Współpracowała przy produkcjach zagranicznych takich jak: Internacional Festival del Bolero w Wenezueli, Internacional Festival del Bolero w Kolumbii, India-Flame w USA, Tiger Fringe Festiwal w Dublinie, Goulash Disko Festival, Balkan Bashavel, Flamenco Festival w Berlinie, Festival des Nomades w Maroku.

## Dyskografia
W 2007 roku wydała swoją pierwszą płytę pt. „Chillli”, która ukazała się nakładem wytwórni Warner Music na rynku polskim, hiszpańskim i niemieckim. W 2010 roku wokalistka nagrała swój drugi krążek zatytułowany „IMAN”  – na płycie sięgnęła po kompozycje latynoskie połączone z elektroniką. Płytę promował utwór „Uciekaj moje serce” w hiszpańskojęzycznej wersji  „Vete mi corazón” nagrany w duecie ze Stanisławem Soyką. Trzecim krążkiem wydanym przez Agora jest album "Warszawski Lutosławski" wydany w marcu 2015 roku z twórczością Witolda Lutosławskiego jako Derwida. W 2017 roku wydała płytę "Mezihra" nakładem Iberia Recods i nagraną z jej polsko-czeskim zespołem Caravana Banda.